# Юниверсал-Сити (Калифорния)
Юниверсал-Сити (англ. Universal City) ― неинкорпорированная территория в районе долины Сан-Фернандо округа Лос-Анджелес, Калифорния, Соединённые Штаты Америки. Примерно 415 акров (1,7 км²) в пределах и вокруг прилегающей территории являются собственностью Universal Pictures, одной из пяти крупнейших киностудий в Соединенных Штатах: около 70 процентов собственности студии находится в этой неинкорпорированной зоне, в то время как остальные 30 процентов находятся в пределах города Лос-Анджелес. Юниверсал-Сити в основном окружен Лос-Анджелесом, его северо-восточный угол соприкасается с городом Бербанк, что делает неинкорпорированную территорию островом округа.
В районе Юниверсал-Сити расположены голливудская киностудия Universal Studios и тематический парк, а также торгово-развлекательный центр Universal CityWalk. В пределах города Лос-Анджелес находится 10 Universal City Plaza, 36-этажное офисное здание для Universal и NBC; Sheraton Universal и Universal Hilton. Одноименная станция метро линии B расположена напротив 10 Universal Plaza.
Станция Департамента шерифа округа Лос-Анджелес (LASD) расположена в Universal CityWalk, в сообществе также находится единственная финансируемая правительством пожарная станция в Соединенных Штатах, расположенная на частной собственности. Станция 51 пожарной службы округа Лос-Анджелес (LACFD) (формально станция 60 до середины 1990-х годов) имеет особое значение для Universal, поскольку являлась вымышленной декорацией телесериала «Чрезвычайная ситуация!». Однако, текущая станция не использовалась для внешних съёмок.
Почтовый индекс Юниверсал-Сити ― 91608, а сообщество находится внутри кода города 818.